# Iglesia de San Esteban (Arrízala)
La iglesia de San Esteban es un edificio situado en la localidad española de Arrízala, en la provincia de Álava.

## Descripción
El edificio se encuentra en la localidad española de Arrízala, del municipio de Salvatierra, perteneciente a la provincia de Álava, en la comunidad autónoma del País Vasco. Se menciona como iglesia parroquial del lugar en el séptimo volumen del Diccionario geográfico-estadístico-histórico de España y sus posesiones de Ultramar de Pascual Madoz, donde aparece descrita con las siguientes palabras: «anejo de su parr. la de San Estéban, que sirve 1 beneficiado dependiente del cabildo». En el tomo de la Geografía general del País Vasco-Navarro dedicado a Álava y escrito por Vicente Vera y López, se dice lo siguiente: «Tiene una parroquia de categoría rural de segunda clase, dedicada á San Esteban y perteneciente al arciprestazgo de Salvatierra».